# Osnabrock
La ville d’Osnabrock est située dans le comté de Cavalier, dans l’État du Dakota du Nord, aux États-Unis. Sa population, qui s’élevait à 134 habitants lors du recensement de 2010, est estimée à 121 habitants en 2018.

## Histoire
Osnabrock a été fondée en 1882 et incorporée en tant que village en 1903. Elle a été nommée d’après Osnabruck, en Ontario, la ville d’origine de son premier maître de poste, James T. Anderson (Osnabruck elle-même doit son nom à Osnabrück, en Allemagne).

## Démographie
| 1910 | 1920 | 1930 | 1940 | 1950 | 1960 |
| ---- | ---- | ---- | ---- | ---- | ---- |
| 253  | 310  | 244  | 269  | 284  | 289  |

| 1970 | 1980 | 1990 | 2000 | 2010 | - |
| ---- | ---- | ---- | ---- | ---- | - |
| 255  | 222  | 214  | 174  | 134  | - |

## Galerie photographique

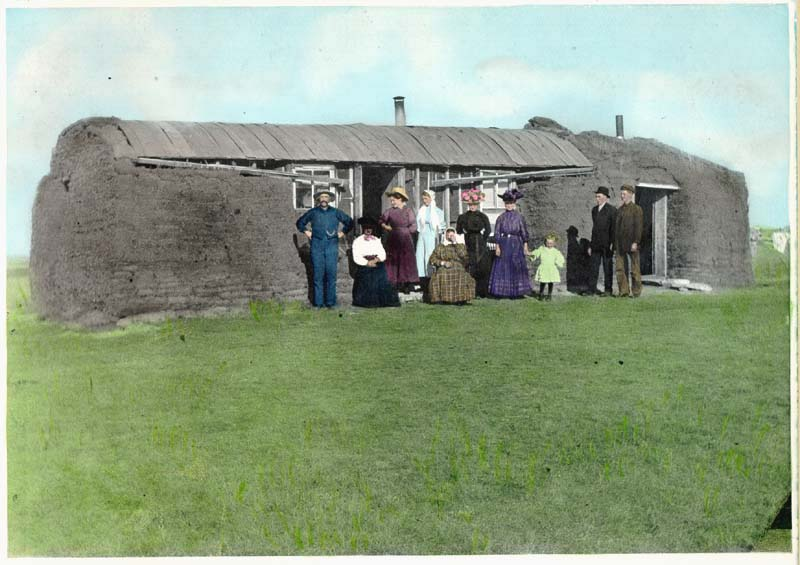
Osnabrock dans les années 1910
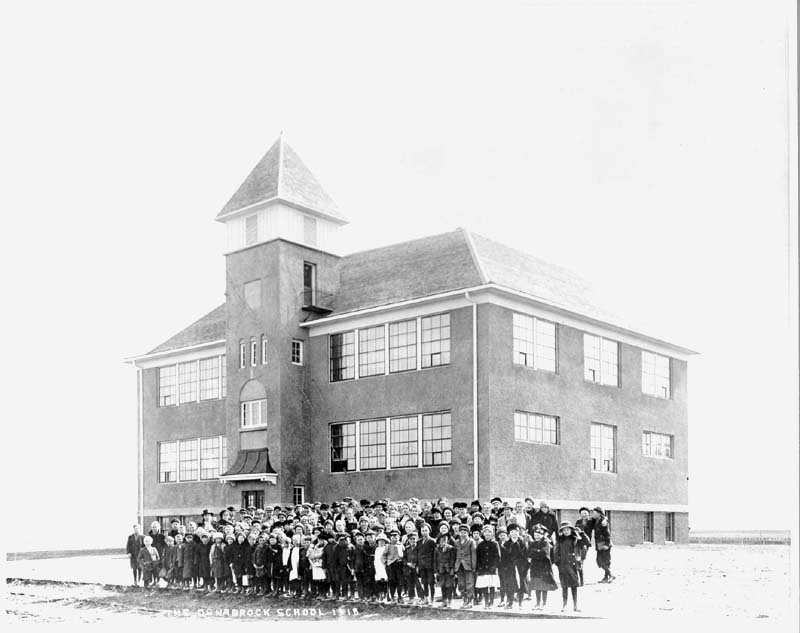
L’école publique d’Osnabrock en 1918

## Source
- (en) Cet article est partiellement ou en totalité issu de l’article de Wikipédia en anglais intitulé « Osnabrock, North Dakota » (voir la liste des auteurs).